# Luther: Das Spiel
Luther: Das Spiel ist ein Brettspiel des deutschen Spieleautorenpaares Martin und Erika Schlegel über den Kirchenreformator Martin Luther, das 2016 bei Kosmos Spiele erschienen ist. Das Spiel wurde anlässlich des Reformationsjubiläums 2017 (Lutherjahr) in Zusammenarbeit mit der staatlichen Geschäftsstelle „Luther 2017“ und der Geschäftsstelle der Evangelischen Kirche in Deutschland (EKD) konzipiert und ausgestattet und enthält neben dem eigentlichen Spiel ein Booklet mit Informationen zu Martin Luther sowie die zentralen Orte, an denen er gewirkt hat, und Personen, die mit ihm zu tun haben. Eine zentrale Rolle im Spiel nimmt zudem der Maler Lucas Cranach der Ältere und dessen Lutherporträt ein.

## Spielweise
Bei Luther: Das Spiel geht es darum, als Spieler den Lebensweg von Luther nachzuvollziehen und dabei Informationen zu Luther zu bekommen. Durch Reisen auf dem Spielplan, Begegnungen mit zentralen Personen und die Vollendung des Lutherporträts von Lucas Cranach dem Älteren erhalten die Mitspieler Erfahrungspunkte, mit denen am Spielende der Sieg entschieden wird.

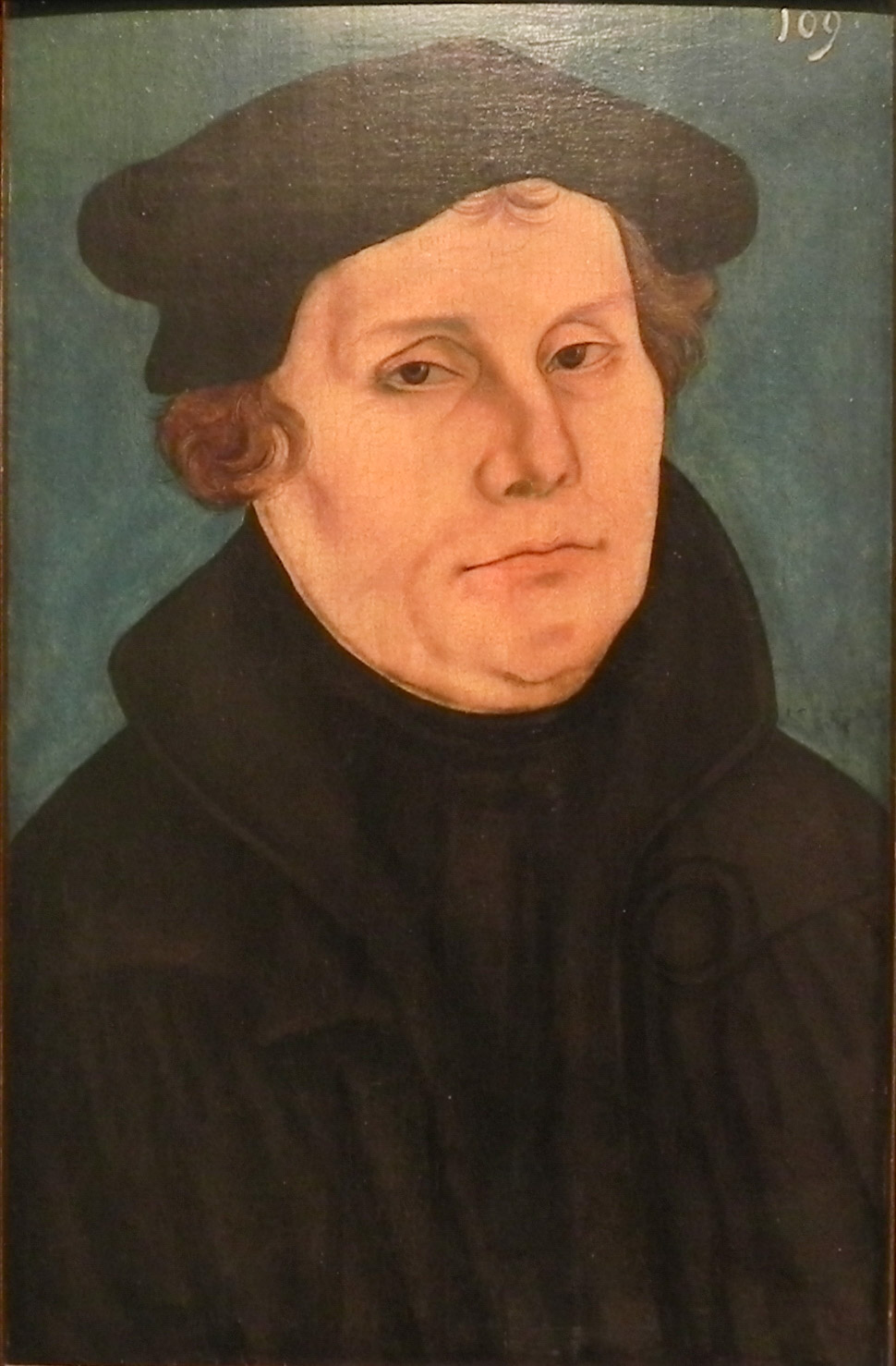
Das Porträt Martin Luthers von Lucas Cranach dem Älteren nimmt in dem Spiel eine zentrale Rolle ein.

Das Spielmaterial besteht neben der Spieleanleitung aus:
- einem Spielplan, auf dem sich neben einer Zählleiste (Kramerleiste) zum Zählen der Erfahrungspunkte und mehreren Ablageflächen für Karten vor allem eine Wegekarte mit den verschiedenen zentralen Orten aus Luthers Leben und das Lutherporträt Cranachs des Älteren befindet
- vier Spielfiguren
- vier Erfahrungssteine
- vier Wege-Ringe
- eine Lutherrose
- 20 Plättchen „Cranach malt“
- 20 Abdeckplättchen für das Gemälde
- 70 Proviantkarten
- 60 Sonderkarten
- 44 Porträtplättchen, davon 14 mit dem Porträt Luthers und je fünf Mal Katharina von Bora, Friedrich der Weise, Philipp Melanchthon, Lucas Cranach der Ältere, Johann Tetzel und Karl V.
- vier Übersichtstafeln.

### Spielvorbereitung
Zum Beginn des Spiels wird der Spielplan in der Tischmitte ausgebreitet. Jeder Spieler wählt eine Spielfarbe und bekommt die entsprechende Spielfigur, den Erfahrungsstein und die Übersichtstafel in dieser Farbe. Die Spielfiguren werden in Eisleben, der Geburtsstadt Luthers, und die Erfahrungssteine auf das Startfeld der Zählleiste platziert. Danach erhält jeder Spieler je eine Proviantkarte im Wert von einer und zwei Tagesreisen, die restlichen Proviantkarten werden gemischt und als offener Nachziehstapel auf das Spielfeld gelegt. Auch die 60 Sonderkarten und die Porträtplättchen werden gemischt. Die Sonderkarten werden als zwei Stapel verdeckt auf das Käse- und das Brot-Feld gelegt. Die Porträtplättchen werden auf die Orte auf dem Spielplan verteilt und danach aufgedeckt, die restlichen Plättchen kommen als Vorrat neben den Spielplan. Auch die Wege-Ringe werden neben dem Spielplan platziert.
Das Lutherporträt wird mit den 20 Abdeckplättchen mit der Wortseite nach oben abgedeckt und die 20 Plättchen „Cranach malt“ werden gemischt und verdeckt als Stapel auf das Spielfeld gelegt. Die obersten fünf Plättchen werden aufgedeckt und die fünf Abdeckplättchen mit den gleichen Wörtern werden vom Bild entfernt und gemeinsam mit den „Cranach malt“-Plättchen aus dem Spiel genommen.
Bevor das Spiel startet, wird ein Startspieler bestimmt (nach Spielregeln „der jüngste Spieler“). Diese Spieler erhält die Lutherrose als Marker.

### Spielablauf
Das Spiel läuft in mehreren Runden, bis das Luther-Porträt vollständig abgedeckt ist. In jeder Runde wählt jeder Spieler zwei Proviantkarten, die es ihm ermöglichen, zu reisen und Porträtkärtchen zu sammeln. Dabei läuft jede Runde in vier Spielschritten ab. Zuerst legt der Startspieler vom Nachziehstapel Proviantkarten offen als Paare aus, bis ein Paar mehr ausliegt als Teilnehmer im Spiel sind. Danach wählt der Startspieler ein Karten-Pärchen aus und nimmt es verdeckt auf die Hand. Für jedes Brot-Kärtchen darf er nun eine Sonderkarte des Brot-Feldes und für jedes Käse-Kärtchen eine Sonderkarte des Käse-Feldes ziehen. Handelt es sich dabei um eine Vorteilskarte mit grünem Siegel oder um eine Lutherkarte mit blauem Siegel, kann er sie anschauen und auf die Hand nehmen. Ereigniskarten mit rotem Siegel werden dagegen verdeckt vor dem Spieler abgelegt, ohne dass dieser den Text lesen darf. Nach dem Startspieler wählen alle anderen Mitspieler ein Kartenpärchen und ziehen gegebenenfalls ebenfalls Sonderkarten.
Auf diese Versorgungsphase folgen die Spieleraktionen der Mitspieler. Ist ein Spieler an der Reihe, muss er zuerst vor ihm ausliegende Ereigniskarten vorlesen und ausführen. Danach darf er verschiedene Aktionen je einmal pro Zug ausführen:
- Reisen: Der Spieler kann auf dem Spielplan von einem Ort zu einem maximal drei Schritte entfernten anderen Ort reisen, dafür muss er entsprechende Proviantkarten entsprechend der auf dem Spielplan angegebenen Reisekosten abgeben. Der Spieler erhält für die Reise die Hälfte der gezahlten Reisekosten als Erfahrungspunkte und markiert dies auf der Zählleiste. Wenn am Zielort ein Porträtplättchen liegt, nimmt es der Spieler auf und legt es offen vor sich ab; Voraussetzung ist, dass der Spieler tatsächlich reist. Eine Reise darf auch an dem Ort enden, an dem sie begonnen wurde, sie kostet entsprechend der Tagesreisen Proviant und zählt die entsprechende Menge an Erfahrungspunkten. Wurde das letzte Porträtplättchen einer Region entfernt, wird auf jeden der vier Orte der Region je ein neues Porträtplättchen verdeckt abgelegt gelegt und dann aufgedeckt.
- Luther-Bild erweitern: In jeder Spielrunde darf ein Spieler eine Lutherkarte mit dem blauen Siegel spielen. Er kann sie ausspielen, wenn das zugehörige Wort auf dem verdeckten Luther-Porträt noch vorhanden ist. In diesem Fall wird das zugehörige Abdeckplättchen entfernt und gemeinsam mit der Karte aus dem Spiel entfernt. Für ein freigeräumtes Feld im Luther-Porträt erhält der Spieler zwei Erfahrungspunkte, zusätzlich bekommt er für jedes bereits offene Feld in derselben Reihe und derselben Spalte je einen weiteren Punkt.
- Vorteilskarte spielen: In jeder Spielrunde darf ein Spieler eine Vorteilskarte mit dem grünen Siegel spielen und den Vorteil direkt einsetzen.
- Luther- und Vorteilskarten abwerfen und Proviantkarten ziehen: Einmal pro Zug darf der Spieler beliebig viele Luther- und Vorteilskarten abwerfen und für jede abgeworfene Karte je eine Proviantkarten ziehen. Anders als zu Rundenbeginn erhält er für gezogene Käse- und Brotkarten keine Sonderkarten.

Nachdem alle Spieler ihre Aktionen durchgeführt haben, deckt der Startspieler das oberste Plättchen vom Stapel Cranach malt auf und entfernt das entsprechende Abdeckplättchen von Luther-Porträt. Ist dies nicht möglich, da das entsprechende Plättchen bereits entfernt wurde, werden so lang weitere Plättchen aufgedeckt, bis ein Abdeckplättchen entfernt werden kann. Abschließend gibt der Startspieler seine Lutherrose an seinen linken Nachbarn weiter, der neuer Startspieler wird. Dieser ergänzt die Proviant-Auslage um so viele Pärchen, bis wieder eines mehr als Mitspieler vorhanden ist.

### Spielende und Auswertung
Das Spiel endet nach der Runde, in der das letzte Abdeckplättchen vom Luther-Porträt entfernt und das Gemälde damit vollendet wurde. Es wird darauf folgend noch eine letzte Runde gespielt, danach erfolgt die Wertung der Erfahrungspunkte. Die Spieler erhalten dabei folgende Erfahrungspunkte:
- je mehr unterschiedliche Porträtplättchen ein Spieler hat, umso mehr Erfahrungspunkte bekommt er. Dabei wird jedes Porträtplättchen mit anderen zu Sets kombiniert und gewertet, pro Set erhält der Spieler maximal 28 Punkte bei 7 unterschiedlichen Plättchen (1+2+3+4+5+6+7=28). Einzelne mehrfach vorhandene Plättchen gelten als Set aus einem Plättchen und geben entsprechend einen Punkt.
- der Spieler mit den meisten Luther-Porträts bekommt 12 zusätzliche Punkte, der mit den zweitmeisten 6 zusätzliche Punkte. Bei einem Gleichstand um die Position erhalten alle Spieler mit der entsprechenden Anzahl diese Punkte.
- Für zusätzliche jeweils 5 Tagesreisen, die ein Spieler noch auf überzähligen Proviantkarten hat, erhält er einen Punkt
- Jede noch vorhandene Luther- und Vorteilskarte bringt einen zusätzlichen Punkt.

Gewinner ist der Spieler, der nach der finalen Wertung die meisten Erfahrungspunkte besitzt. Bei Gleichstand gewinnt der Spieler mit den meisten Porträtplättchen von Martin Luther und besteht danach noch immer ein Gleichstand, haben mehrere Spieler gewonnen.

## Entstehung und Rezeption
Das Brettspiel Luther: Das Spiel wurde von dem deutschen Spieleautorenpaar Martin und Erika Schlegel in Zusammenarbeit mit der staatlichen Geschäftsstelle „Luther 2017“ und der Geschäftsstelle der Evangelischen Kirche in Deutschland (EKD) anlässlich des Reformationsjubiläums 2017 entwickelt und 2016 beim Spieleverlag Kosmos Spiele veröffentlicht. Es erschien im Oktober 2016 zu den Internationalen Spieltagen (SPIEL '16) in Essen.
Auf reich-der-spiele.de äußert sich der Autor Martin Schlegel in einem Interview über das Spiel und beschreibt die Entstehungsgeschichte des Spiels. Bereits 2013 entwickelte Martin Schlegel ein Spiel für die Konrad-Adenauer-Stiftung mit dem Titel Kanzler von Deutschland, das dann allerdings nicht veröffentlicht wurde. Auf der Basis dieses Spiels sowie des ebenfalls von Schlegel entwickelten Prototypen Mona Lisa lächelt entwickelte er nach ersten Gesprächen mit dem Kosmos-Redakteur Wolfgang Lüdtke Luther, wobei die ursprünglichen Quiz-Elemente des Kanzler-Spiels durch das Cranach-Porträt ersetzt wurden, das aus dem Mona-Lisa-Spiel adaptiert wurde. Die thematische Aufarbeitung mit der Auswahl der zentralen Personen und Orte aus Luthers Biografie stammte von seiner Frau, Erika Schlegel, die auch das Glossar aufgebaut hat.
Das Spiel wurde in mehreren Rezensionen unter anderem in der spielbox sowie auf verschiedenen Online-Plattformen aufgegriffen und besprochen. Auf spielkult.de erhielt das Spiel je acht von zehn Punkten für die Ausstattung und die Spielidee und sieben Punkte für den Spielmechanismus. Zugleich bestätigt die Rezensentin den Spieleautoren, sie haben es „tatsächlich geschafft, in dem Spiel etwas Wichtiges zu erreichen. Nicht Luther bestimmt das Spiel, sondern die gut zusammenpassenden Mechanismen. Und ganz nebenbei erfährt der Spieler, soviel, wie er möchte, aus dem Leben Luthers.“ Im Ergebnis bezeichnet sie Luther als „derzeit eines der schönsten Spiele, die ich zu diesem Thema kenne. Seine leichte Verständlichkeit und die Möglichkeit, historisches Wissen ohne Zwang zu vermitteln, macht das Spiel für die zuvor genannte Zielgruppe absolut empfehlenswert.“ Auf brettspiel-news.de kommt der Test zu einem ähnlichen Ergebnis: Das Spiel erhält vier von fünf Sternen und wird beschrieben als „gelungene Spielumsetzung“, bei der „mit fast jeder Karte historisches Wissen in kleinen Mengen vermittelt“ wird.

## Belege
1. 1 2 3 4 5 6 7 8 9  Luther: Das Spiel. (PDF; 3,2 MB) Franckh-Kosmos, abgerufen am 13. Dezember 2022 (Offizielle Spielregeln).
2. ↑  Martin Schlegel über das Brettspiel Luther: Mit Glauben siegen. Interview mit Martin Schlegel auf reich-der-spiele.de, 28. August 2016; abgerufen am 27. April 2017.
3. ↑  Luther - das Spiel (Seite nicht mehr abrufbar, festgestellt im Dezember 2022. Suche in Webarchiven)  Info: Der Link wurde automatisch als defekt markiert. Bitte prüfe den Link gemäß Anleitung und entferne dann diesen Hinweis. auf spielkult.de; abgerufen am 9. Mai 2017.
4. ↑  Test: Luther - Das Spiel von Erika und Martin Schlegel auf brettspiel-news.de, 9. Oktober 2016; abgerufen am 9. Mai 2017.